# 原田佳奈
原田 佳奈（はらだ かな、1981年〈昭和56年〉12月11日 - ）は、日本の女優。ジェイエフシーティー所属。愛称はハラカナ。身長164cm、血液型A型。「就活女優ハラカナ」としても活動中。

## 経歴・人物
福岡県北九州市八幡西区出身。西南女学院高校、東京女子大学卒業。俳優養成所アクターズクリニックを卒業後、2002年テレビドラマ『おみやさん』でデビュー。
2004年2月より「私を主演に作品を撮って!」と自ら映画監督たちに直談判に行く活動を「就職活動」と名付け、自らを「就活女優ハラカナ」として活動中（詳細後述）。現在は、主に映画やテレビドラマで活動中である。
結婚したことを2021年3月に、第1子を出産したことを同年9月に、それぞれInstagramにて公表。

## 就活女優ハラカナ
原田佳奈自ら、映画監督に「私を主演に作品を撮って!」と直談判に行き、3分のショートフィルムをビデオカメラひとつだけ持って撮ってもらうというプロジェクト。主立ったこういった活動は2006年までにほぼ終了しており、2006年9月20日に発売されたDVD『就活女優DVD』でそのドキュメンタリーと作品15本を観ることができる。活動の模様は、公式サイトで本人が日誌として公開していた。同時期に放映された「カワズ君の検索生活」で水野晴郎に就活をし、作品を残したことで話題になった。
本人は「就活女優という自分の原点を忘れないためにも、一生、就活女優は卒業しない」と、一生就活女優宣言をしている。

### ベリベリショート1&2
就活女優の活動の一環で、公式ブログ内で無料で公開されている短編動画集。ベリベリショート1は週ごとに1テーマ掲げられ、一人だけで演じて、平日毎日更新された。ベリベリショート2は他の俳優を共演者として起用し、本格的なショートフィルムへと変わった。
シュウカツ定食
自身の活動を就活女優と呼んでいることから、2004年4月から7月頃、就職活動中の同世代の学生達を応援しようと企画を練り、シュウマイとカツの定食「シュウカツ定食」（「就活定職」とのダブルミーニング）を発案し、東京都にある大学の学食にこのメニューを取り入れてもらうよう直談判し、その結果東京大学など主要大学の数校で取り入れてもらえた。2006年10月再び活動。

## 出演

### 映画
- Light My Fire（2002年、監督：村松亮太郎） - 主演[4]
- ドラゴンヘッド（2003年、監督：飯田譲治）
- キッチンタイマー（2003年、監督：岡本貴也） - 主演・ツキコ 役[5]
- ウイニング・パス（2004年、監督：中田新一）
- ガールフレンド（2005年、監督：廣木隆一）
- メールで届いた物語 「アボカド納豆」（2005年、監督：鈴木元）[6]
- まだまだあぶない刑事（2005年、監督：鳥井邦男） - 佐伯佳奈 役
- カーテンコール（2005年、監督：佐々部清）
- エラヤッチャよいっ!（2006年、監督：海上ミサ子） - 主演・香山歩 役[7]
- LOVEHOTELS -ラヴホテルズ- 「Sweet Optimism」（2006年、監督：村松亮太郎） - 主演・スズコ 役
- バベル（2006年、監督：アレハンドロ・ゴンサレス・イニャリトゥ）[8]
- アンフェア the movie（2007年、監督：小林義則） - 真樹 役
- Wiz / Out ウィズアウト（2007年、監督：園田新） - 主演・藤咲紗香 役
- HEY JAPANESE！Do you believe PEACE, LOVE and UNDERSTANDING? 2008 2008年、イマドキジャパニーズよ。愛と平和と理解を信じるかい?（2008年、監督：村松亮太郎） - 美樹 役
- ねこのひげ（2008年、監督：矢城潤一）
- 少林少女（2008年、監督：本広克行） - 北野佳奈 役
- ラストゲーム 最後の早慶戦（2008年、監督：神山征二郎） - ヒロイン・若杉トモ子 役
- 陰獣（2008年、監督：バルベ・シュロデール） - 春香 役[9]
- ブラッディ・マンデイ (2008年、監督：平野俊一)- 中川沙織 役
- Air アリア（2008年、監督：村松亮太郎） - 主演・ミチ 役
- ランブリングハート（2010年、監督：村松亮太郎）
- SPACE BATTLESHIP ヤマト（2010年、監督：山崎貴） - 佐々木 役
- ばななとグローブとジンベエザメ（2013年、監督：矢城潤一） - 山辺倫子 役[10]
- 空飛ぶ金魚と世界のひみつ（2013年、監督：林弘樹） - 黒田みどり 役
- 家族の日（2016年、監督：大森青児）
- ゆずりは（2018年、監督：加門幾生） - 水島直子 役
- スカブロ（2018年、監督：矢城潤一)

### テレビドラマ
- おみやさん 第1シリーズ 第7話（2002年7月4日、演出：吉田啓一郎、テレビ朝日） - 富樫美貴 役
- 火曜サスペンス劇場 弁護士 高林鮎子32（2003年7月1日、演出：津崎敏喜、日本テレビ） - 野山香織 役
- 月曜ミステリー劇場 森村誠一サスペンス 「街」（2004年7月12日、演出：小澤啓一、TBS） - 数成真美子 役
- 世にも奇妙な物語（フジテレビ）
  - 2004 秋の特別篇 「不幸せをあなたに」（2004年9月20日、演出：都筑淳一） - 木下智子 役
  - 15周年の特別編 「イマキヨさん」（2006年3月28日、演出：植田泰史） - 女子大生 役
  - 2009 春の特別編 「プロローグ」（2009年3月30日、演出：小林義則）
- ドラマスペシャル 恋のから騒ぎ Love StoriesIII 「元ヤンの女」（2006年9月26日、演出：小川通仁、日本テレビ） - 美樹 役
- 東京タワーオカンとボクと、時々、オトン 第9話 - 最終話（2007年3月5日 - 19日、演出：久保田哲史・谷村政樹、フジテレビ）
- グッジョブ Good Job 第4夜 「お局さんと新人ちゃん」（2007年3月29日、演出：中島由貴、NHK）
- 家に五女あり（2007年9月3日 - 10月26日、演出：清水満・堀口明洋・新村良二、TBS） - 三沢三也子 役
- 花いくさ 京都祇園 伝説の芸妓 岩崎峰子（2007年11月23日、演出：星田良子、フジテレビ）
- 交渉人 THE NEGOTIATOR 第3話（2008年1月24日、演出：佐藤源太、テレビ朝日） - 関口真美子 役
- シバトラ ～童顔刑事・柴田竹虎～ 第5話 - 第6話（2008年8月5日 - 12日、演出：佐藤祐市、フジテレビ） - 千葉ゆり 役
- ブラッディ・マンデイ 第4話 - 第6話（2008年11月1日 - 15日、演出：平野俊一、TBS） - 中川沙織 役
- 必殺仕事人2009 第19話（2009年6月5日、演出：山下智彦、テレビ朝日 / 朝日放送） - ゲスト主演・お鈴 役
- 月曜ゴールデン（TBS）
  - 十津川警部シリーズ42「九州ひなの国殺人ルート」（2009年9月28日、演出：池澤辰也） - 首尾木美也子 役
  - 新・示談交渉人 裏ファイル2（2012年8月13日、演出：中前勇児） - 須之原由季 役
  - 税務調査官 窓際太郎の事件簿27（2014年7月28日、演出：山崎康生） - 斉藤裕美子 役
- エンゼルバンク 転職代理人 最終話（2010年3月11日、演出：二宮浩行、テレビ朝日） - 秋沢信子 役
- 火9 絶対零度〜未解決事件特命捜査〜 Case.2（2010年4月20日、演出：村上正典、フジテレビ） - 日向葵 役[11]
- 警視庁捜査一課9係（テレビ朝日）
  - 新・警視庁捜査一課9係 season2 第9話（2010年8月25日、演出：吉田啓一郎） - 佐竹菜穂子 役
  - 警視庁捜査一課9係 season9 2時間SP（2014年10月5日、演出：新村良二） - 夏目亜紀 役
  - 警視庁捜査一課9係 season11 第7話（2016年5月18日、演出：吉田啓一郎） - 玉木百々 役
- ギルティ 悪魔と契約した女 第1話（2010年10月12日、演出：小林義則、関西テレビ） - 菅沼知佳 役
- 妻を看取る日 -国立ガンセンター名誉教授の喪失と再生の記録-（2010年12月17日、演出：加藤善人、NHK BS-hi） - 三浦菜見子 役
- 悪党 重犯罪捜査班（2011年1月21日 - 3月25日、演出：小松隆志・塚本連平、朝日放送 / テレビ朝日） - レギュラー・里中理恵 役
- CONTROL〜犯罪心理捜査〜 第8話 - 第9話（2011年3月1日 - 3月8日、演出：村上正典、フジテレビ） - 塚原由美 役
- 名探偵コナン 工藤新一への挑戦状 第12話（2011年9月22日、演出：位部将人、読売テレビ） - 園田真知子 役
- 離婚式〜人前でサヨナラを誓う夫婦たち（2012年3月18日、演出：竹村謙太郎、NHK BSプレミアム） - 青野いずみ 役
- 遺留捜査 第2シリーズ 第3話（2012年8月2日、演出：長谷川康、テレビ朝日） - 藤本愛 役
- サキ 第2話 - 第5話・第9話 - 第10話（2013年1月15日 - 2月5日・3月5日 - 12日、演出：今井和久・植田尚・小松隆志、関西テレビ） - 祐樹 役
- ガリレオ 第2シーズン 第3話（2013年4月29日、演出：澤田鎌作、フジテレビ） - 大野由加里 役
- ダブルス〜二人の刑事 第4話（2013年5月9日、演出：小松隆志、テレビ朝日） - 前川恭子 役
- 日本インドネシア共同制作ドラマ「Aishiteru」（2013年12月28日、演出：久保田哲史、BSフジ）
- 科捜研の女 第13シリーズ 第12話（2014年2月13日、演出：石川一郎、テレビ朝日） - 錦織綾音 役
- SMOKING GUN〜決定的証拠〜 第8話・最終話（2014年5月28日・6月18日、演出：村上正典、フジテレビ） - 三上尚美 役
- 昼顔〜平日午後3時の恋人たち〜（2014年7月17日 - 9月25日、演出：西谷弘・高野舞・西坂瑞城、フジテレビ） - レギュラー・清水博美 役
- 赤と黒のゲキジョー 検事霞夕子7「死人に口あり」（2014年10月17日、演出：赤羽博、フジテレビ） - 関田智美 役
- 女はそれを許さない 第9話 - 最終話（2014年12月16日 - 23日、演出：酒井聖博、TBS） - 平田真由美 役
- 花嫁のれん 第4シリーズ（2015年1月5日 - 3月27日、演出：杉村六郎、東海テレビ） - レギュラー・宮崎綾 役
- 桜の思い出2015（2015年4月17日、演出：島津理人、NHK北九州）
- 天使と悪魔-未解決事件匿名交渉課- 第4話（2015年5月1日、演出：片山修、テレビ朝日） - 麻生琴音 役
- ホテルコンシェルジュ 第5話（2015年8月4日、演出：植田尚） - 北村麻里 役
- 相棒 Season14 第8話「最終回の奇跡」（2015年12月9日、演出：池澤辰也、テレビ朝日） - 箱崎ますみ 役
- 恋する百人一首 第3話「キャリア系・清少納言の恋愛事情」（2015年12月21日、演出：宮武由衣、NHK Eテレ）
- フラジャイル 第3話（2016年1月27日、演出：城宝秀則、フジテレビ） - 白根由希子 役
- GIRLS/ガールズ season5（2016年、製作総指揮：レナ・ダナム、HBO） - サトコ 役
- 受験のシンデレラ（2016年7月10日 - 8月28日、演出：植田泰史・木下高男、NHK BSプレミアム） - レギュラー・宇佐美優美 役
- 稲垣家の喪主（2017年3月18日、監督：英勉、WOWOW） - 田村千春 役
- マッサージ探偵ジョー 第2話（2017年4月16日、演出：根本和政、テレビ東京） - 難波博美 役
- 櫻子さんの足下には死体が埋まっている 第1話（2017年4月23日、演出：佐藤祐市、フジテレビ） - 三島多香子 役[12]
- 奥様は、取り扱い注意 第6話（2017年11月8日、演出：猪股隆一、日本テレビ） - 加藤千尋 役
- 月曜名作劇場 「信濃のコロンボ5」（2017年11月20日、演出：中前勇児、TBS） - 中嶋美佐子 役
- 記憶 (テレビドラマ) 第1話 - 第3話（2018年3月21日 - 4月4日、演出：平野眞、フジテレビ/ONE/TWO/NEXT・JCOM） - 井上沙織 役
- 義母と娘のブルース 第2話 - 第3話・第9話 - 最終話（2018年7月17日 - 24日・9月11日 - 18日、演出：平川雄一朗・中前勇児、TBS） - 早乙女奈央子 役
- dele 第7話（2018年9月7日、演出：常廣丈太、テレビ朝日） - 上野成美 役
- リーガルV〜元弁護士・小鳥遊翔子〜 第2話（2018年10月18日、演出：田村直己、テレビ朝日） - 中山茜 役
- スキャンダル専門弁護士 QUEEN 4話 セレブママ篇（2019年1月31日、演出：横尾初喜、フジテレビ） - 佐久間京子 役
- 警視庁ゼロ係 SEASON4 第1話（2019年7月19日、テレビ東京） - 島谷加奈 役
- 大富豪同心 第3話（2019年5月24日、NHK BSプレミアム） - お弓 役
- 大河ドラマ 麒麟がくる 第26話（2020年10月4日、NHK） - 小宰相 役
- DCU〜手錠を持ったダイバー〜 第6話（2022年2月27日、TBS） - 高田和美 役
- 特捜9 Season5 第10話（2022年6月8日、テレビ朝日） - 久保美奈子 役
- アトムの童（2022年、TBS） - 上田真紀 役
- 私と夫と夫の彼氏（2023年） - 仲さとり 役
- 院内警察 第6話・第8話 - 第10話（2024年、フジテレビ） - 今井千里 役
- ハコビヤ 第7話（2024年2月24日、テレビ東京░▒） - 神沢朋美 役[13]
- 白暮のクロニクル（2024年放送予定） - 須本美和 役[14]

### ドキュメンタリー
- 音で怪獣を描いた男〜ゴジラVS伊福部昭〜（2014年7月6日、NHK BSプレミアム） - 伊福部アイ 役[15]

### 情報番組
- 三つのたまご（2007年9月 - 2009年3月15日、NHK） - アシスタント

### バラエティ番組
- カワズ君の検索生活（2006年、フジテレビ）[16]
- 映画監督ノ作法（2009年、BSイレブン） - 司会[17]
- “きたきゅうのうた”公開選考会（2011年3月、アルモニーサンク・北九州ソレイユホール） - ゲスト審査員[18]

### CM
- カネボウ 企業（2003年）
- 公共広告機構（2003年）
- カルピス もイチド（2003年）
- ロッテ トッポ（2005年）
- ヤマザキナビスコ リッツ（2005年）
- 任天堂 ニンテンドーDS
  - マリオカートDS（2005年）
  - えいご漬け（2006年1月14日）
- アース製薬 花咲きポット（2006年2月13日）
- ハーティウォンツ 企業（2007年10月25日）
- 小林製薬 ケシミン液（2009年3月4日）
- フジパン 本仕込（2009年9月1日）
- NTTコムウェア 企業（2011年4月1日） - 片桐由紀子 役
- ハーゲンダッツジャパン ハーゲンダッツアイスクリーム（2011年4月6日）
- AOKI 礼服（2012年2月21日）[19]
- 住友生命保険 未来診断（2013年5月 - ）
- パナソニック エコナビ（2013年10月 - ）
- THEグローバル社 “JUST MY HOME”シリーズ（2014年6月 - ）
- 味の素 『味の素KKコンソメ「千切りキャベツで野菜スープ篇」』（2015年 - ）
- サントリー 「サントリーワインインターナショナル・ノンアル」（2022年 - ）

### インターネット
- 就活女優☆ハラカナイト[20]（2006年 - 、GyaOジョッキーチャンネルで隔週放送） - ハラカナがいろいろなことを大学のように勉強していく番組。チャット募集で生演技をすることもあり。2007年2月13日からは「就活女優ハラカナ大学自己プロゼミ」に、その後更に「就活女優ハラカナイト2」にタイトルが変更された。2008年2月現在休止中。
- 残業男ブログ。 - R25xWoooがコラボレーションした“WonderxFree”プロジェクトのブログ第一弾として、2008年1月9日より連載、2008年11月ごろ公開停止。残業の日々からの脱出を夢みるビジネスマン・加藤の片思いの後輩・ヒロイン佳奈として登場。

### MV
- DEEP「Callin You」（2012年1月18日）[21]
- 山下達郎「クリスマス・イブ」30周年記念シングル特典ショートフィルム（2013年11月20日）[22]

### ラジオ
- さくらのブロラジ（2007年2月27日、ラジオ関西）ゲスト - 当日の模様は公式サイト にて視聴が可能。

### 広告
- 急募.com（株式会社アックス）

## 出版

### DVD
- 就活女優DVD（2006年9月20日発売、発売：NAKED INC.、販売：ポニーキャニオン）